# Charles Calvert
Charles Calvert, conosciuto anche come C.C. Calvert, (... – Londra, 1957), è stato un regista e attore britannico.

## Biografia
Calvert iniziò a lavorare nel cinema nel 1909. Fece il suo esordio come attore nel cortometraggio The Exploits of Three-Fingered Kate nel ruolo del detective Sheerluck Finch. Recitò in una decina di film. Nel 1912, passò alla regia e la sua carriera sarebbe durata fino al 1926, dirigendo settantasei film.
L'ultimo film diretto da Calvert fu, nel 1926, Betty Chester the Well Known Co-Optimist Star, un film sperimentale che utilizzava il sistema sonoro Phonofilm brevettato nel 1904 da Lee De Forest: il suono veniva registrato su pellicola mediante un raggio luminoso.

## Filmografia

### Regista
- Detective Sharp and the Stolen Miniatures - cortometraggio (1912)
- Good for Evil - cortometraggio (1913)
- Through the Keyhole - cortometraggio (1913)

- His Country's Honour - cortometraggio (1914)

- Guarding Britain's Secrets - cortometraggio (1914)

- The Avenging Hand - cortometraggio (1915)

- The Winner - cortometraggio (1915)

- The Test - cortometraggio (1916)

- Disraeli, co-regia di Percy Nash (1916)

- Lights of London (1923)

- Betty Chester the Well Known Co-Optimist Star - cortometraggio (1926)

### Attore
- The Exploits of Three-Fingered Kate, regia di J.B. McDowell - cortometraggio (1909)
- Three-Fingered Kate: Her Second Victim, the Art Dealer, regia di H.O. Martinek - cortometraggio (1909)
- Three-Fingered Kate: The Episode of the Sacred Elephants, regia di H.O. Martinek - cortometraggio (1910)
- Three-Fingered Kate: The Wedding Presents, regia di Charles Raymond - cortometraggio (1912)
- Three-Fingered Kate: The Case of the Chemical Fumes, regia di H.O. Martinek - cortometraggio (1912)
- Three-Fingered Kate: The Pseudo-Quartette, regia di H.O. Martinek - cortometraggio (1912)